# 33917 Kellyoconnor
33917 Kellyoconnor este o planetă minoră (asteroid), cu un diametru de 3,697 km, din centura de asteroizi. A fost descoperită pe 8 iunie 2000 la Experimental Test Site⁠(d) de Lincoln Near-Earth Asteroid Research. 
Obiectul prezintă o orbită caracterizată de o semiaxă mare de 2,3275906 UAi, o excentricitate de 0,11, o înclinație de 7,31767 ° în raport cu ecliptica.